# Scelolanka
Scelolanka is een geslacht van kevers uit de familie bladkevers (Chrysomelidae).
De wetenschappelijke naam van het geslacht werd in 1974 gepubliceerd door Medvedev.

## Soorten
- Scelolanka nigrofemorata Medvedev, 1982
- Scelolanka phyllanthii Medvedev, 1982